# Nocco

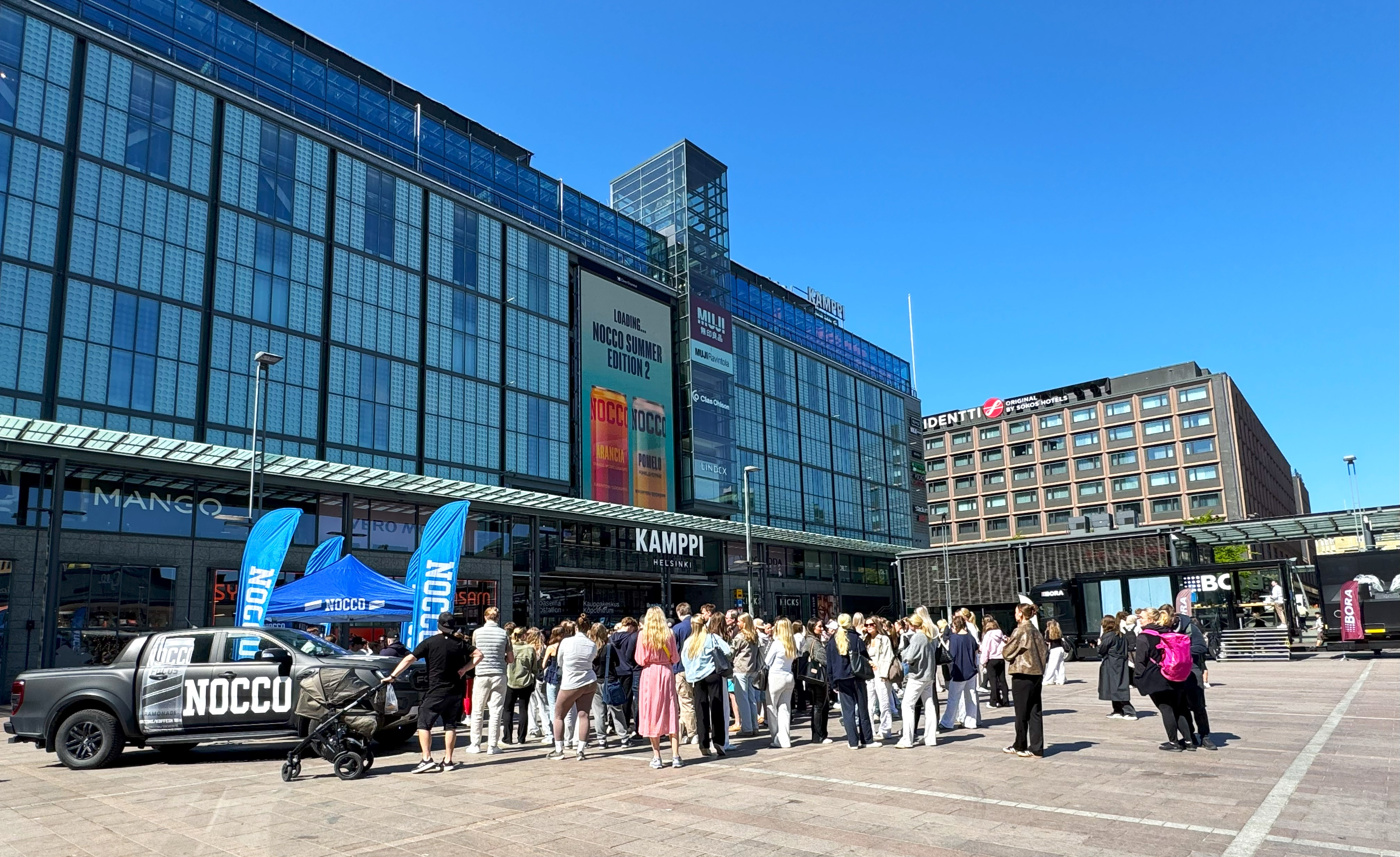
Produktlansering framför Kampens centrum på Narinkentorget i Helsingfors i maj 2025.

Nocco (stiliserat NOCCO, en akronym för No Carbs Company) är en svensk energidryck innehållande BCAA som marknadsförs av No Carbs Company och ägs av Vitamin Well AB. Drycken lanserades 2014 och är den mest sålda BCAA-drycken i Sverige. Den innehåller även sex olika typer av vitaminer, som B6, B12 och folsyra.

## Sortiment
Nocco har fyra typer av drycker i sitt sortiment, Nocco BCAA, Nocco Focus, Nocco PWO och Nocco BCAA+. Nocco BCAA innehåller BCAA, koffein och grönt te. Nocco BCAA+ innehåller inget koffein men innehåller en högre halt BCAA. Båda dryckerna är dock sockerfria och innehåller samma vitaminer. Nocco har även isglassar i sitt sortiment, som även de är sockerfria och som inte innehåller BCAA eller koffein.